# Mary Bernet
Mary Bernet (Barcelona, 1918 - segle XX?) fou una nedadora catalana, especialitzada en les proves de crol i d'esquena.
Formada al Club Natació Atlètic, el 1936 s'incorporà al Club Natació Barcelona, on fou la gran dominadora de la natació espanyola durant els primers anys de la postguerra. Fou campiona de Catalunya en divuit ocasions, destacant quatre títols consecutius en 100 m lliures (1941, 1942, 1943 i 1944) i sis en 100 m esquena (1939, 1940, 1941, 1942, 1943 i 1944). A nivell estatal, es proclamà campiona d'Espanya en setze ocasions, excel·lint en les proves de 100 m lliures (1940, 1941, 1942, 1943), en 400 m lliures (1942, 1943, 1944) i relleus. A més, establí records nacionals en 200 i 400 m esquena. També es proclamà campiona de la Copa Nadal de natació en cinc ocasions consecutives entre 1941 i 1945.

## Palmarès
- 18 campionats de Catalunya de natació

- 4 en 100 m lliures (1941, 1942, 1943, 1944)
- 1 en 200 m lliures (1939)
- 3 en 400 m lliures (1942, 1943, 1944)
- 6 en 100 m esquena (1939, 1940, 1941, 1942, 1943, 1944)
- 1 en 3x50 m estils (1939)
- 1 en 3x100 m lliures (1940)
- 3 en 4x100 m lliures (1940, 1941, 1942)

- 16 campionats d'Espanya de natació

- 4 en 100 m lliures (1940, 1941, 1942, 1943)
- 3 en 400 m lliures (1942, 1943, 1944)
- 2 en 3x100 m estils (1935, 1936)
- 7 en 4x100 m lliures (1934, 1935, 1940, 1941, 1942, 1943, 1944)